# 6462 Myougi
6462 Myougi è un asteroide della fascia principale. Scoperto nel 1994, presenta un'orbita caratterizzata da un semiasse maggiore pari a 3,2036751 UA e da un'eccentricità di 0,0695268, inclinata di 16,36678° rispetto all'eclittica.